# Anno paolino

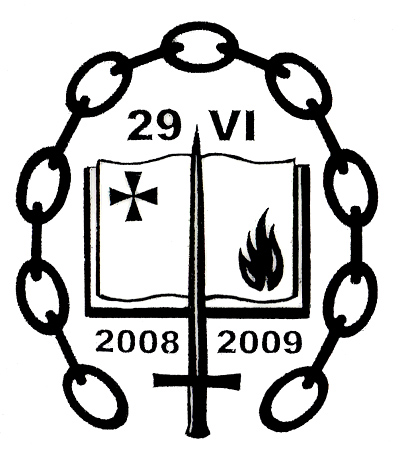
Il logo ufficiale dell'Anno Paolino.

L'Anno paolino, ovvero il bimillenario della nascita di san Paolo apostolo, è un «anno giubilare», indetto dalla Chiesa cattolica dal 28 giugno 2008 al 29 giugno 2009, dedicato alla figura di Paolo di Tarso nella ricorrenza del bimillenario della sua nascita, «dagli storici collocata tra il 7 e il 10 d.C.».
La collocazione principale delle celebrazioni dell'Anno paolino è stata la basilica di San Paolo fuori le mura a Roma, dove giacciono le spoglie dell'apostolo.

## L'indizione
Papa Benedetto XVI, durante l'omelia dei primi vespri della solennità dei santi Pietro e Paolo, il 28 giugno 2007, proclamò:
E proprio per questo, sono lieto di annunciare ufficialmente che all'apostolo Paolo dedicheremo uno speciale anno giubilare dal 28 giugno 2008 al 29 giugno 2009, in occasione del bimillenario della sua nascita, dagli storici collocata tra il 7 e il 10 d.C.»
(Papa Benedetto XVI, cit.)
. 

## Gli scopi dell'Anno paolino
Le finalità di quest'anno giubilare vennero esposte nella conferenza stampa di presentazione dello stesso:
1. di riscoprire la grande figura dell'apostolo Paolo, la sua molteplice ed instancabile attività, i suoi numerosi viaggi, raccontati particolarmente negli Atti degli Apostoli, scritti da San Luca;
2. di rileggere e studiare le sue numerose lettere, indirizzate alle prime comunità cristiane;
3. di rivivere i primi tempi della nostra Chiesa;
4. di approfondire il suo ricchissimo insegnamento, indirizzato a tutti e particolarmente ai "gentili" e meditare sulla sua vigorosa spiritualità di fede, di speranza e di carità;
5. di compiere un pellegrinaggio sulla sua tomba, e nei numerosi luoghi che Egli ha visitato, dove ha fondato le prime comunità ecclesiali;
6. di rivitalizzare la nostra fede ed il nostro ruolo nella Chiesa di oggi, alla luce dei suoi insegnamenti;
7. ed infine di pregare ed operare per l'Unità di tutti i cristiani in una Chiesa che sia unita, e che sia vero "Corpo Mistico di Cristo".»

## L'apertura
L'Anno paolino venne aperto il 28 giugno 2008 con una Celebrazione dei primi Vespri della Solennità dei Santi Apostoli Pietro e Paolo officiata da Benedetto XVI nella Basilica di San Paolo fuori le mura, alla presenza del Patriarca ecumenico Bartolomeo I e dei rappresentanti delle altre Chiese e comunità cristiane.
La Porta paolina è la seconda da sinistra nel quadriportico della basilica di San Paolo, esattamente simmetrica alla Porta santa che è la seconda da destra e che viene aperta ogni 25 anni in occasione dei Giubilei ordinari.
Per il giubileo paolino il pontefice accese anche la fiamma paolina che rimase accesa in un braciere per l'intero anno alimentata dall'olio offerto dai pellegrini.

## Indulgenza
La bolla di indizione fu seguita da un documento del penitenziere apostolico che indicava le condizioni per ricevere l'indulgenza del giubileo costituita da: la confessione, l'eucaristia, la preghiera per il papa e la rinuncia all'attaccamento al peccato.
Venne prescritta la visita dei quattro luoghi che testimoniano la presenza e l'attività di Paolo di Tarso a Roma, e cioè:
- la basilica di San Paolo, dove nell'ipogeo è conservato il sarcofago con le reliquie del santo, reso più accessibile al culto dopo i lavori di restauro e ristrutturazione svolti nel 2006.
- l'abbazia delle Tre Fontane, posta in una valletta percorsa dall'antica via Laurentina, in una località detta Aquae Salviae, dove sarebbe avvenuta la decapitazione di Paolo, la cui testa rimbalzando tre volte sul terreno fece scaturire miracolosamente tre sorgenti d'acqua.
- la basilica di San Pietro in Vaticano e la basilica di San Giovanni in Laterano, dove nella cappella del Sancta Sanctorum sono conservate le reliquie delle teste di san Pietro e di san Paolo.

## Itinerario paolino
Oltre alla visita dei quattro luoghi sede della memoria di san Paolo, ai pellegrini fu proposta la visita di altri luoghi importanti per ripercorrere i passi di Paolo a Roma, ovvero: la prima e la seconda abitazione di Paolo a Roma, identificate rispettivamente con la chiesa di San Paolo alla Regola e con la basilica di Santa Maria in Via Lata; le catacombe di San Sebastiano, dove si sviluppò il culto dei santi Pietro e Paolo; la chiesa di Santa Prisca all'Aventino, costruita sui resti dell'abitazione dei santi Priscilla e Aquila, stretti collaboratori di Paolo; il Carcere Mamertino, dove Pietro e Paolo furono incarcerati prima del loro martirio.

## Eventi
Il giubileo fu accompagnato da una serie di eventi culturali e musicali: fra questi l'esecuzione, il 30 giugno 2008, del Messia di Händel, diretto dal Maestro Lorin Maazel. L'11 ottobre il coro dell'Accademia nazionale di Santa Cecilia, accompagnato dalla Wiener Philharmoniker Orchestra diretta dal maestro Daniele Gatti, eseguì il Requiem di Giuseppe Verdi.
Le Poste vaticane emisero uno speciale francobollo commemorativo. Fu emessa anche una medaglia del bimillenario paolino e una moneta commemorativa da 2 euro.

## La chiusura
L'Anno paolino venne chiuso il 28 giugno 2009 con una celebrazione nella basilica di San Paolo fuori le mura. Durante l'omelia, il papa annunciò i risultati di alcune ricerche effettuate all'interno del sarcofago su cui sorge la basilica, tradizionalmente indicato come contenente le spoglie dell'apostolo; in particolare, il papa rivelò il ritrovamento di «tracce di un prezioso tessuto di lino colorato di porpora, laminato di oro zecchino e di un tessuto di colore azzurro con filamenti di lino» e di «presenza di grani di incenso rosso e di sostanze proteiche e calcaree» e che i resti ossei, secondo la datazione al carbonio-14, erano risultati appartenenti a «una persona vissuta tra il primo e il secondo secolo». Il papa spiegò poi che la scoperta «sembra confermare l'unanime e incontrastata tradizione che si tratti dei resti mortali dell'apostolo Paolo».

## Il Libro
Un libro, dal titolo "L'Anno Paolino", redatto dal giornalista Graziano Motta e pubblicato dalla Libreria Editrice Vaticana nel 2011 fu presentato il 17 febbraio 2011 nell'Aula Giovanni Paolo II alla presenza del cardinale Andrea Cordero Lanza di Montezemolo, arciprete emerito della Basilica di San Paolo fuori le mura, del cardinale Francesco Monterisi, arciprete della Basilica di San Paolo fuori le mura, di Monsignor Rino Fisichella, presidente del Pontificio Consiglio per la promozione della nuova evangelizzazione, del dottor Gianfranco Marcelli, vice-direttore a.p. e capo della redazione di Roma di "Avvenire".